# Surgeon Simulator
Surgeon Simulator (auch als Surgeon Simulator 2013 bekannt) ist ein Simulationsspiel aus dem Jahr 2013, in dem man die Rolle eines Chirurgen (englisch: "surgeon") einnimmt. Charakteristisch dabei ist die Steuerung, bei der man die einzelnen Handbewegungen der Person steuern muss, was häufig zu Unfällen und komischen bzw. absurden Situationen führt.

## Handlung
Der Protagonist des Spiels ist ein Chirurg namens Nigel Burke, der eine Stelle in einem fiktiven Krankenhaus irgendwo im Vereinigten Königreich hat. Er führt verschiedene Operationen durch, zunächst an einem Patienten, der von den Spieleentwicklern liebevoll "Bob" genannt wird und operiert später auch Bob in einer Raumstation, die die Erde umkreist. Danach wird er von einer außerirdischen Rasse per VHS-Band kontaktiert und operiert auf einem der Aliens und erhält den Titel "Bester Chirurg im Universum".

## Spielprinzip
Der Simulator wird in der Egoperspektive gespielt. Die Mausbewegung wird verwendet, um die Bewegung der Hand des Spielfigur zu steuern. Durch halten der rechten Maustaste und bewegen der Maus kann der Spieler die Hand drehen. Mit der linken Maustaste wird die Hand abgesenkt. Standardmäßig werden die Tasten A, W, E, R und die Leertaste zum Steuern der einzelnen Finger verwendet.
Das Spielziel ist es, dass der Spieler versucht verschiedene chirurgische Verfahren, zum Beispiel eine Herztransplantation durchzuführen. Nach Abschluss der ersten Operationen stehen mehrere zusätzliche Modi zur Verfügung, z. B. die Durchführung einer Operation in einem Krankenwagen, wo chirurgische Instrumente zufällig herumprallen und der Betrieb im Weltraum, wo die Schwerelosigkeit alle Instrumente frei schweben lässt.

## Entwicklung und Veröffentlichung

### Entwicklung
Entwickelt und vermarktet wird das Spiel von den Bossa Studios. Die vier Erstentwickler waren dabei Tom Jackson, Jack Good, Luke Williams und James. Die Ursprungsversion entstand zwischen den 25. und 27. Januar 2013 in nur 48 Stunden auf einem Global Game Jam. Als Spiel-Engine wird Unity verwendet. Dabei waren die Entwickler sich nicht sicher, ob sie das Spiel so amüsant fanden, weil es wirklich lustig oder dies lediglich eine Folge des Schlafentzuges war.

### Veröffentlichung
Die Vollversion des Spiels erschien am 19. April 2013 auf Steam und auf GOG.com am 10. Oktober. Am 7. März 2014 wurde ebenfalls eine Version für iOS veröffentlicht. Eine Version für die PlayStation 4 erfolgte am 12. August 2014 und eine für Android am 14. August 2014. Im Oktober 2015 wurden spezielle Versionen für Virtual-Reality-Brillen wie die HTC Vive und Oculus Rift angekündigt und später umgesetzt.

### Erweiterungen
Drei frei herunterladbare Inhalte (DLCs) und ein kostenpflichtiges DLC wurden nach der Veröffentlichung hinzugefügt. Das erste wurde am 21. Juni 2013 veröffentlicht und beinhaltet eine Operation, bei der der Spieler eine Operation mit dem Team Fortress 2 Charakter "Heavy" durchführt. Das zweite wurde am 9. September 2013 veröffentlicht und beinhaltet eine Operation, bei der ein Alien operiert wird. Das dritte wurde am 2. Juni 2016 mit dem Namen "Inside Donald Trump" veröffentlicht, in dem eine Herztransplantation auf den damaligen Präsidentschaftskandidaten Donald Trump durchgeführt wird. Am 14. August 2014 wurde eine Anniversary A & E Edition auf Steam veröffentlicht. Es fügte die Augen- und Zahntransplantationen von der iOS-Version zusammen mit einigen anderen Funktionen hinzu.

## Rezeption
Die Bewertungen fielen gemischt aus, waren aber eher positiv. Häufig gelobt wurden dabei die witzigen Momente, die durch die seltsame Steuerung entstehen. So glänzt das Spiel u. a. nach Rock, Paper, Shotgun nicht durch seine Brillanz, sondern durch den absurden, schwarzen und satirischen Humor. Kritisiert wird unter anderem die fehlende Langzeitmotivation des Spiels. Große Bekanntheit erlangte das Spiel auch durch Let’s Plays und andere Webvideoformate auf YouTube.
Aufgrund der seltsamen Steuerung wird das Spiel häufig mit dem Spiel QWOP verglichen, bei dem man eine ähnliche Steuerung bei einem Sprinter hat. Bis zum 4. Februar 2015 hat sich das Spiel über 2 Millionen Mal verkauft.

## Nachfolger
Am 27. August 2020 wurde der Nachfolger Surgeon Simulator 2 für Windows veröffentlicht.